# Campinas
Campinas (IPA: kɐ̃ːˈpinɐs) är en stad och kommun i Brasilien och ligger i delstaten São Paulo. Folkmängden uppgår till cirka 1,2 miljon invånare, med totalt 3 miljoner i hela storstadsområdet. Campinas grundades officiellt den 14 juli 1774, som en freguesia, och fick utökade administrativa rättigheter 1797 under namnet Vila de São Carlos. 1842 fick orten namnet Campinas och hade då cirka 2 000 invånare.
I Campinas ligger ett av Brasiliens största köpcenter, Shopping Parque Dom Pedro.

## Administrativ indelning
Kommunen var år 2010 indelad i fem distrikt:
- Barão de Geraldo
- Campinas
- Joaquim Egídio
- Nova Aparecida
- Souzas

## Storstadsområde
Campinas storstadsområde (Região Metropolitana de Campinas) bildades officiellt den 19 juni 2000, och består av nitton kommuner:
- Americana
- Artur Nogueira
- Campinas
- Cosmópolis
- Engenheiro Coelho
- Holambra
- Hortolândia
- Indaiatuba
- Itatiba
- Jaguariúna
- Monte Mor
- Nova Odessa
- Paulínia
- Pedreira
- Santa Bárbara d'Oeste
- Santo Antônio de Posse
- Sumaré
- Valinhos
- Vinhedo

Området täcker en yta på 3 645 km² och folkmängden uppgick till 3 043 217 invånare 2014.